# Jacques Schwob d’Héricourt
Jacques Schwob d’Héricourt (* 9. Juli 1881 in Héricourt; † 12. Oktober 1943 in Auschwitz) war ein französischer Filmproduzent.

## Leben
Er wurde im Sammellager Drancy unter der Nummer 5594 interniert und dann mit dem Konvoi Nr. 60 am 7. Oktober 1943 nach Auschwitz deportiert. Er wurde bei seiner Ankunft ermordet. Eine Inschrift zu seinem Gedenken auf dem Familiengrab auf dem Friedhof Passy im 16. Arrondissement von Paris trägt die Überschrift „Mort pour la France“ (Für Frankreich gestorben).
Schwobs Schwester Suzanne Marguerite war mit Mathieu Dreyfus, dem Bruder von Alfred Dreyfus, verheiratet.

## Filmographie
- 1933: Cent mille francs pour un baiser von Georges Delance et de Hubert Bourlon
- 1935: Deuxième Bureau von Pierre Billon
- 1936: Une gueule en or von Pierre Colombier
- 1937: L’homme à abattre von Léon Mathot
- 1937: Aloha, le chant des îles von Léon Mathot
- 1938: Gosse de riche von Maurice de Canonge
- 1938: Le Joueur d’échecs von Jean Dréville
- 1938: Le capitaine Benoît von Maurice de Canonge
- 1939: Le feu de paille von Jean Benoît-Lévy
- 1940: L’Émigrante von Léo Joannon
- 1940: Le collier de chanvre von Léon Mathot